# Аксайские подземелья
Аксайские подземелья — подземелья города Аксая в Ростовской области.

## История
Первые ведомости о существовании подземелий относятся ко временам Петра I. По состоянию на XVIII век в Усть-Аксайском стане были расположены казематы, находившиеся неподалеку от крепости. В них находились турки, взятые в плен. Их труд использовался для строительства подземных туннелей. На карте с первой планировкой поселения, на месте которого сейчас расположился город, видны отметки турецких острогов. К 1850-м годам Аксай насчитывал около 30 подземных сооружений разного предназначения. По словам инженера Александра Ригельмана, который также был строителем крепости Дмитрия Ростовского, в этой местности было подземное сооружение, которое располагалось под зданием. Входов в подземелья было множество. В 1970-х годах был обнаружен новый объект — дверь в подземный ход в районе расположения автохозяйства «Донплодопром». Дверь старинная, кованая, двустворчатая. Каменные столбы использовались для ее укрепления. За дверью раньше был проход, но на момент обнаружения двери, он оказался заваленным. В этом месте раньше был расположен пороховой завод, склады которого со временем взорвались, а место получило название Пороховой балки.
В Аксае раньше находился колодец около дома № 15 по переулку Пугачева. Для его постройки использовался известняк. Из колодца был ход, который вел в тайную комнату. Колодец датировался XVIII веком. Вода в колодце наполнялась на 4-5 метров, ширина колодца была небольшой. В нем также были обнаружены ступени. За стеной колодца скрывалась небольшая комната с деревянными лежанками и пустыми бутылками.
Список объектов, которые относятся к подземельям города Аксая, достаточно велик. Это экспозиция военно-исторического музейного комплекса, которую могут посещать туристы, подземелья Таможенной заставы, датируемые XVIII веком, подземный штаб СКВО и катакомбы Кобякова городища, к которым нет доступа туристам. Также к этим подземельям относятся подземные туннели Мухиной балки и пещеры. Из-за череды трагических случаев, есть основания полагать, что в подземельях до сих пор хранятся древние ловушки.

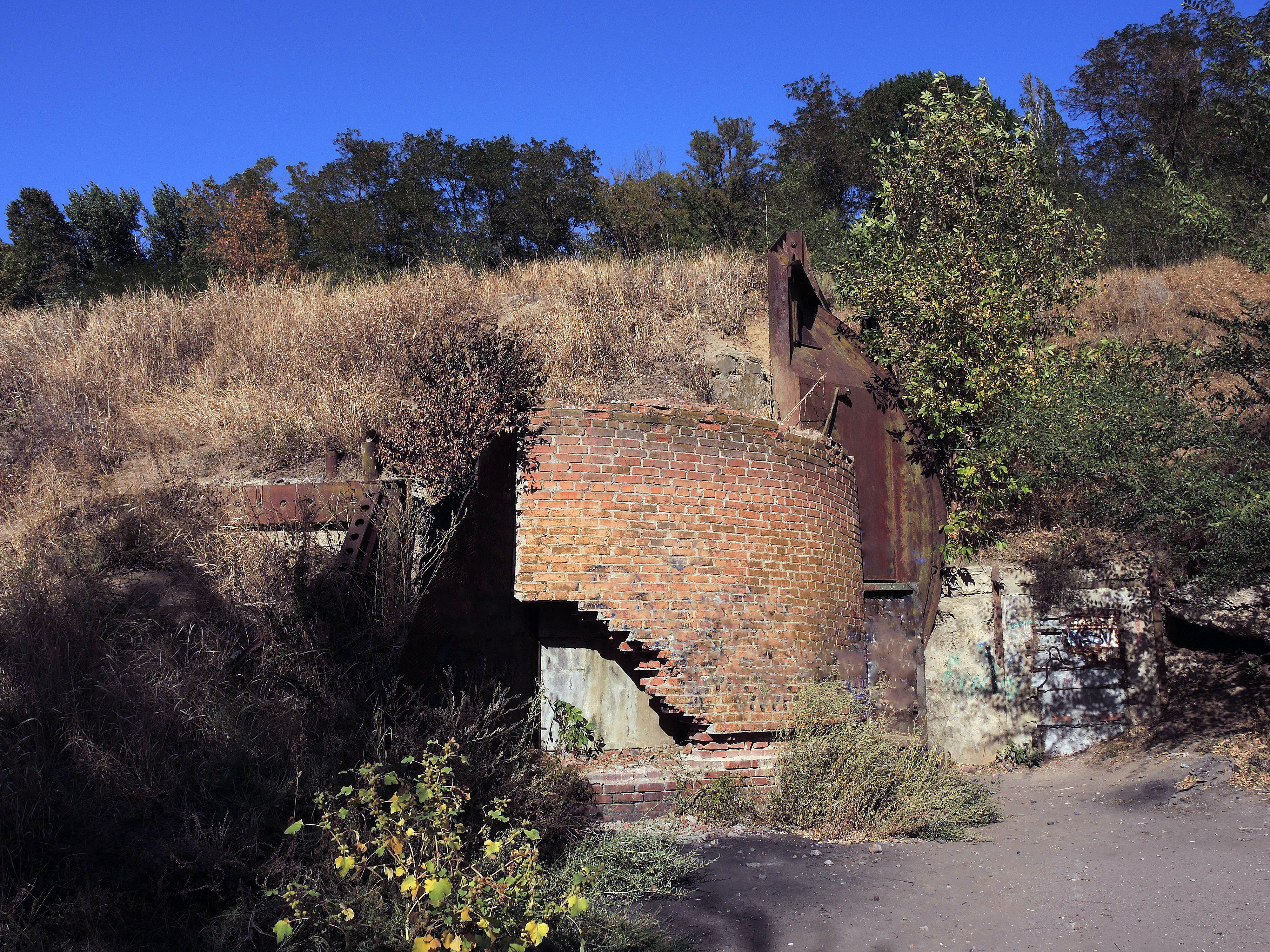
Мухина балка
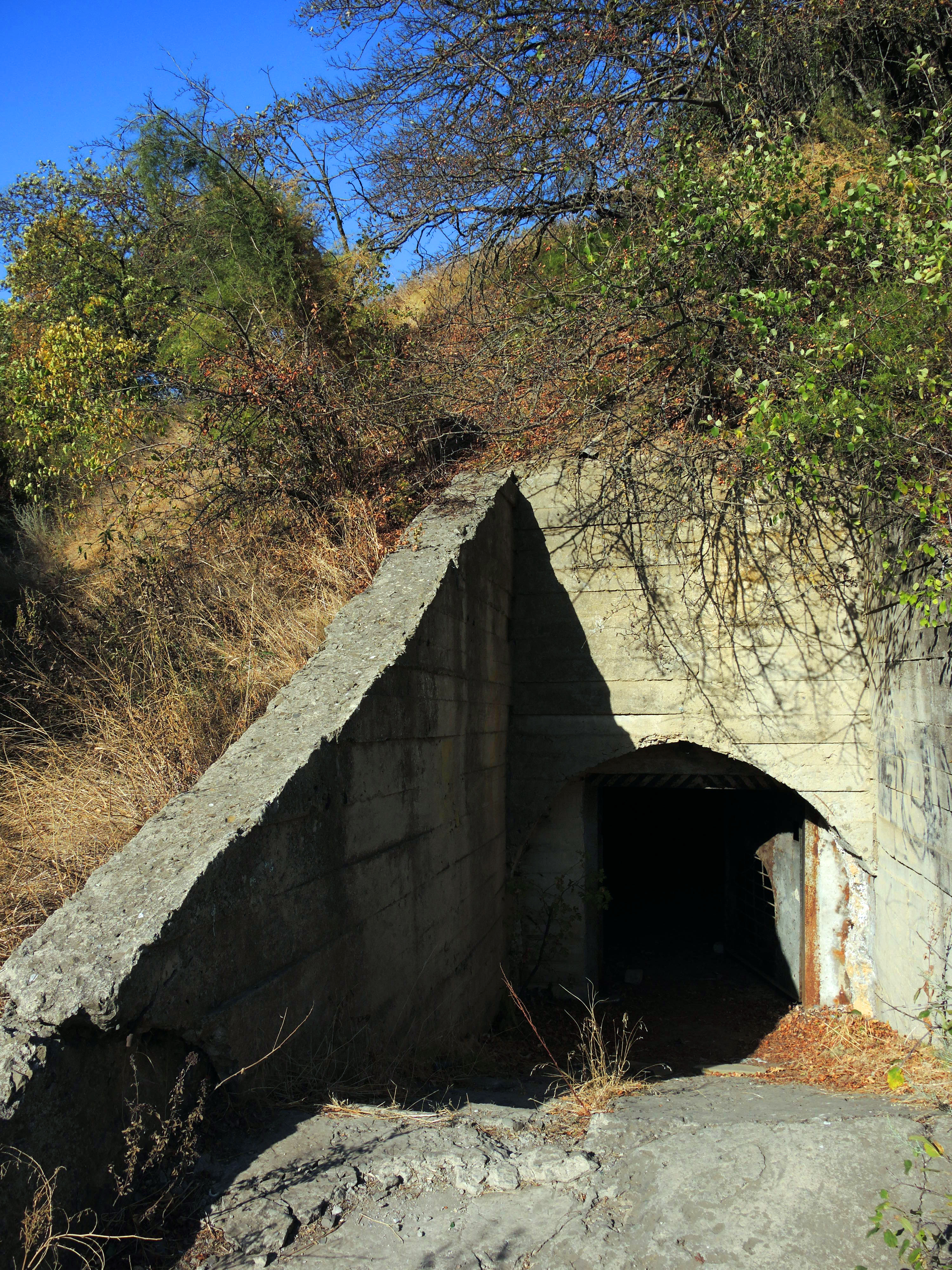
Мухина балка на северной и западной стороне города
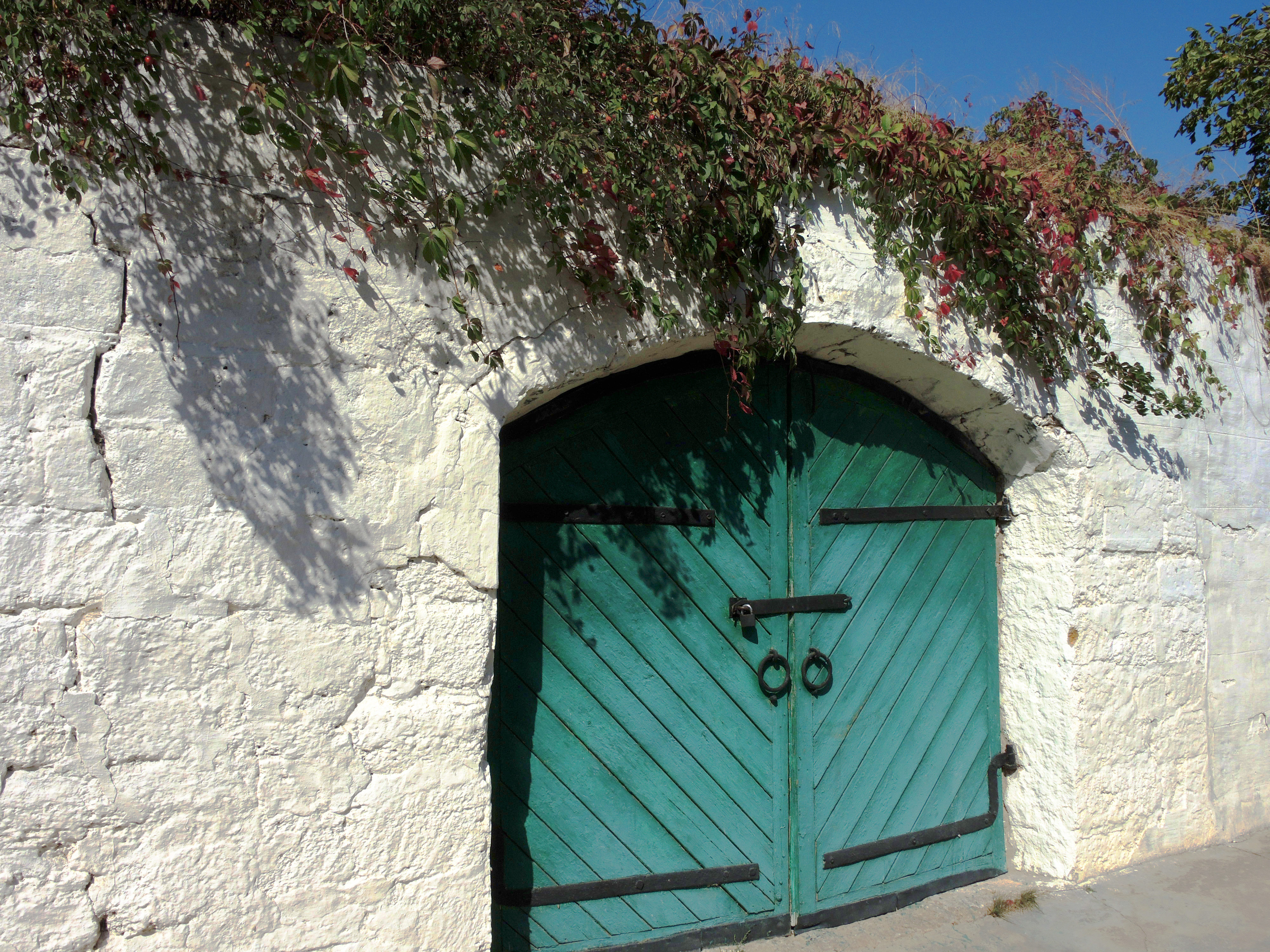
Таможенная застава в Аксае